# Гребнев, Константин Петрович
Константин Петрович Гребнев (3 марта 1905, Москва — 27 июня 1994, Москва) — советский деятель органов охраны общественного порядка, начальник МУРа, полковник милиции.

## Биография
Родился 3 марта 1905 года на Пресне в семье скромного материального достатка. Окончил четыре класса городского училища, после чего стал работать и по вечерам слушал лекции в Московском химико-технологическом институте, однако продолжить обучение не удалось и там, окончил лишь первый курс. Поступил на работу в производственно-химическую лабораторию «Продсиликат» (структурное подразделение Всероссийского синдиката силикатной промышленности), за четыре года стал передовиком производства, вступил в ВКП(б), избран председателем заводского комитета партии и членом Замоскворецкого районного совета. Окончил трёхнедельные курсов при Доме советского строительства и весной 1929 получил направление на работ в уголовный розыск. Начал работу районным инспектором в милиции в 6-м районе МУРа при Рогожско-Симоновском районном отделе рабоче-крестьянской милиции. Оканчивал Центральную школу милиции с 1931 до 1932, впоследствии окончил Высшую школу милиции. С 1932 до 1937 работает заместителем начальника 10-го отделения милиции по оперативной работе, помощником начальников последовательно 2-го, 10-го, 9-го и 3-го отделений Московского уголовного розыска, принимает непосредственное участие в раскрытии сотен преступлений, в поимке десятков особо опасных преступников, а также разоблачении мошенников и расхитителей социалистической собственности. В 1938 стал начальником разведки в милиции, где работает до 1949, с перерывом на должность заместителя начальника МУРа. В августе 1949 назначен начальником МУРа, будучи заместителем начальника столичной милиции. В апреле 1951 переводится на должность заместителя начальника оперативного отдела (разведка) ГУМ МГБ СССР. В 1956 в связи с ухудшением состояния здоровья подал в отставку. После выхода на пенсию длительное время работал в Совете ветеранов московской милиции, где возглавлял секцию уголовного розыска, передавал опыт новым сотрудникам, делился таковым с руководителями отделов и управления МУРа, доставал путёвки в санаторий нуждающимся ветеранам. Публиковал очерки.
Умер 27 июня 1994 года в Москве, похоронен на Рогожском кладбище.